# درنووا (بروس)
درنووا (به صربی: Drenova) یک منطقهٔ مسکونی در صربستان است که در بروس واقع شده‌است. درنووا ۱۰۲ نفر جمعیت دارد.